# Monte Santo de Minas
Monte Santo de Minas là một đô thị thuộc bang Minas Gerais, Brasil. Đô thị này có diện tích 590,896 km², dân số năm 2007 là 20133 người, mật độ 38,3 người/km².